# جوردان دون
جوردان شيريس دون (بالإنجليزية: Jourdan Dunn)‏ (مواليد 3 أغسطس 1990) عارضة أزياء وممثلة إنجليزية، تم اكتشافها في هامرسميث بريمارك في عام 2006 , ووقعت مع وكالة ستورم موديل ماناجيمنت في لندن بعد ذلك بوقت قصير. بدأت تظهر في مدارج عالمية في أوائل عام 2007. في فبراير 2008، كانت أول عارضة أزياء سوداء تسير على مدرج برادا منذ أكثر من عشر سنوات.

## روابط خارجية
- Style.com Photos of Jourdan Dunn
- Harper's Bazaar interview with Jourdan Dunn
- جوردان دون على موقع IMDb (الإنجليزية)
- جوردان دون على موقع ميوزك برينز (الإنجليزية)
- جوردان دون على موقع قاعدة بيانات الفيلم (الإنجليزية)
- جوردان دون على موقع كينوبويسك (الروسية)
- جوردان دون على موقع دليل عارضات الأزياء (الإنجليزية)
- جوردان دون في موديلز.كوم